# Bystřice (powiat Jiczyn)
Bystřice – gmina w Czechach, w powiecie Jiczyn, w kraju hradeckim. Według danych z dnia 1 stycznia 2014 liczyła 344 mieszkańców.